# 대한민국 형법 제111조
대한민국 형법 제111조는 외국에 대한 사전죄에 관한 형법 각칙의 조문이다.

## 조문
제111조 【외국에 대한 사전】
① 외국에 대하여 사전한 자는 1년 이상의 유기금고에 처한다.
② 전항의 미수범은 처벌한다.
③ 제1항의 죄를 범할 목적으로 예비 또는 음모한 자는 3년 이하의 금고 또는 500만원 이하의 벌금에 처한다.
　 단 그 목적한 죄의 실행에 이르기 전에 자수한 때에는 감경 또는 면제한다.

第111條(外國에 對한 私戰) ① 外國에 對하여 私戰한 者는 1年 以上의 有期禁錮에 處한다.
② 前項의 未遂犯은 處罰한다.
③ 第1項의 罪를 犯할 目的으로 豫備 또는 陰謀한 者는 3年 以下의 禁錮 또는 500萬원 以下의 罰金에 處한다. 但 그 目的한 罪의 實行에 이르기 前에 自首한 때에는 減輕 또는 免除한다.

## 비교 조문
제112조 【중립명령위반】
외국간의 교전에 있어서 중립에 관한 명령에 위반한 자는 3년 이하의 금고 또는 500만원 이하의 벌금에 처한다.

## 필요적 감면
외국에 대한 사전죄(제111조 제3항)의 실행에 이르기 전에(예비, 음모단계) 자수한 때에는 형을 감경 또는 면제한다.

## 해설
본 법에 따라 한국인이 우크라이나 전쟁에 참가할 경우 1년 이상의 유기금고에 처할 수 있다. 이 법의 제정목적 자체가 외교적 마찰을 피하기 위해서인데, 우크라이나를 돕기 위해 참전한 사람을 처벌한다면 또 그 사실로 외교적 마찰이 발생할 가능성이 있다는 견해도 존재한다.
본 조항의 입법과정을 당시 1953년 국회 속기록에서 찾아보면, 국회의원 가운데 누군가 “사전이 무엇이요?”라고 묻자 엄상섭 위원장대리가 사전이란 “사사로운 전쟁… 국가적으로 어떤 대한민국의 명령을 받어 가지고 한다든지 하는 것이 아니고 혼자 자의로 외국과 전단을 일으켜 가지고 문제를 일으키는 것입니다. 그런 행위로 우리 국가의 의용군이라고 해서 외국 전쟁에 참가해 가지고 외교상의 문제를 일으키는 일도 있습니다. 그것을 사전이라고 합니다.”라고 하였고 그제서야 “이의 없오”라는 말이 나왔으며, 윤치영 국회부의장이 “그러면 그대로 통과입니다”라고 말하였다.

## 참고 문헌
1. ↑  "우크라 돕고싶다"며 폴란드 입국? 불법논란 '참전꼼수'까지, 이재윤 머니투데이 2022.03.03
2. ↑  우크라이나 의용군 참가는 '위법행위' 김민성, 아주경제, 2022-03-07
3. ↑  김남일, 이근, 형법 ‘사전죄’ 제정 69년 만에 첫 처벌 대상 되나, 한겨레, 2022-03-08